# Tetragnatha quadrinotata
Tetragnatha quadrinotata là một loài nhện trong họ Tetragnathidae.
Loài này thuộc chi Tetragnatha. Tetragnatha quadrinotata được miêu tả năm 1893 bởi Urquhart.